# エリサベト・テルチドゥ
エリサベト・テルチドゥ（Elisavet Teltsidou, 1995年11月8日 - ）は、ギリシャの柔道選手。アメリカのカリフォルニア出身。階級は70kg級。身長170cm。

## 経歴
2013年の世界ジュニア63kg級で5位になった。2015年にはヨーロッパジュニアで2位となるが、世界ジュニアでは5位だった。その後階級を70kg級に上げると、2019年にはグランプリ・アンタルヤとグランプリ・タシュケントで優勝した。2021年7月に日本武道館で開催された東京オリンピックでは、準々決勝でロシアオリンピック委員会名義で出場したマディナ・タイマゾワに背負投で敗れるなどして7位だった。2022年にはグランドスラム・アブダビで優勝、グランドスラム・東京でも3位となった。2023年にはグランドスラム・トビリシ、グランドスラム・アスタナ、グランドスラム・バクーの3大会で優勝すると、ワールドマスターズでも2位になった。2024年のパリオリンピックでは3回戦で敗れた。2025年のグランドスラム・バクーでは78㎏級に出場して3位になった。ヨーロッパ選手権では2年連続2位になるも、世界選手権では7位だった。
IJF世界ランキングは5979ポイント獲得で5位(25/6/2現在)。

## 主な戦績
63kg級での戦績
- 2013年 - 世界ジュニア　5位
- 2015年 - ヨーロッパジュニア　2位
- 2015年 - 世界ジュニア　5位

70kg級での戦績
- 2016年 - グランプリ・トビリシ　3位
- 2016年 - U23ヨーロッパ選手権　3位
- 2018年 - アジアオープン・アクタウ　優勝
- 2019年 - グランプリ・マラケシュ　3位
- 2019年 - グランプリ・アンタルヤ　優勝
- 2019年 - グランプリ・ブダペスト　3位
- 2019年 - グランプリ・タシュケント　優勝
- 2021年 - 東京オリンピック　7位
- 2022年 - 地中海競技大会　3位
- 2022年 - グランドスラム・アブダビ　優勝
- 2022年 - グランドスラム・東京　3位
- 2023年 - グランドスラム・トビリシ　優勝
- 2023年 - グランドスラム・アスタナ　優勝
- 2023年 - ワールドマスターズ　2位
- 2023年 -　グランドスラム・バクー　優勝
- 2023年 - ヨーロッパ選手権　5位
- 2024年 -　グランドスラム・バクー　3位
- 2024年 -　グランドスラム・トビリシ　3位
- 2024年 -　ヨーロッパ選手権　2位
- 2024年 - 世界選手権　5位
- 2025年 - グランドスラム・バクー　3位(78㎏級)
- 2025年 - ヨーロッパ選手権　2位
- 2025年 - 世界選手権　7位

(出典、)